# Jana palliatella
Jana palliatella is een vlinder uit de familie van de Eupterotidae. De wetenschappelijke naam van de soort is voor het eerst geldig gepubliceerd in 1954 door Viette.